# 小行星6893
小行星6893（6893 Sanderson）是一颗围绕太阳公转的小行星。1983年9月2日，亨利·德波鸿诺在拉西拉天文台发现了此天体。
这颗小行星的绝对星等为105.64572等。